# Джилл Геннеберґ
Джилл Геннеберґ (англ. Jill Henneberg, 1974) — американська вершниця і вершниця.
Срібна призерка Олімпійських Ігор 1996 року в командному триборстві.